# San Andrés Zabache

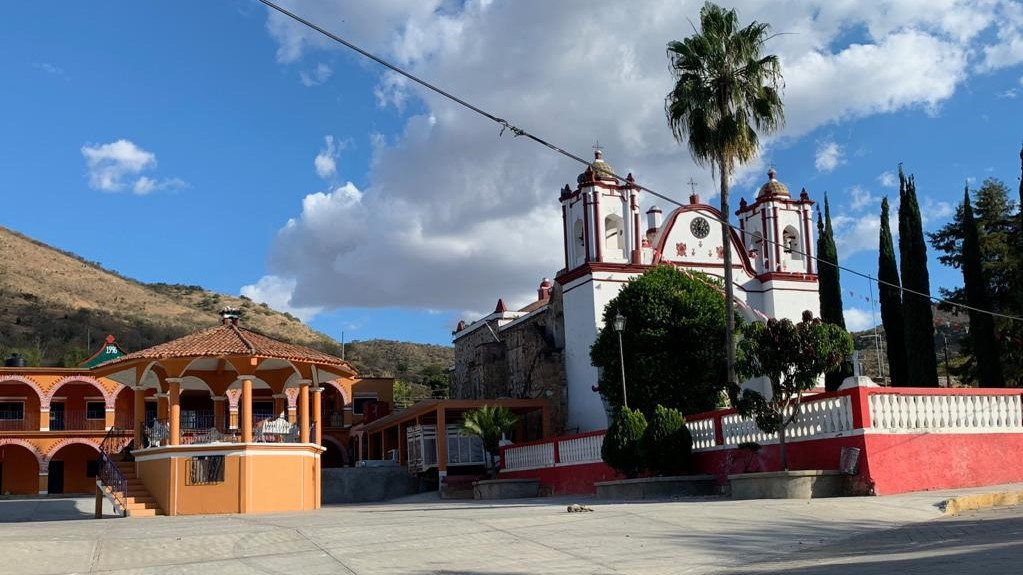
Vista di San Andrés Zabache

San Andrés Zabache è un comune del Messico, situato nello stato di Oaxaca.